# Gimnastyka na Letnich Igrzyskach Olimpijskich 2016 – ćwiczenia na drążku mężczyzn
Ćwiczenia na drążku mężczyzn na Letnich Igrzyskach Olimpijskich 2016 rozegrane zostały 16 sierpnia w hali Rio Olympic Arena.

## Terminarz
| Data             | Godzina rozpoczęcia | Godzina rozpoczęcia |       |
| Data             | UTC-03:00           | CEST                |       |
| ---------------- | ------------------- | ------------------- | ----- |
| 16 sierpnia 2016 | 15:41               | 20:41               | Finał |

## Wyniki

### Eliminacje
| Pozycja | Zawodnik                  | Państwo           | Trudność | Wykonanie | Kary | Razem  |
| ------- | ------------------------- | ----------------- | -------- | --------- | ---- | ------ |
| 1.      | Fabian Hambüchen          | Niemcy            | 7,300    | 8,233     |      | 15,533 |
| 2.      | Nile Wilson               | Wielka Brytania   | 7,000    | 8,500     |      | 15,500 |
| 3.      | Epke Zonderland           | Holandia          | 7,200    | 8,166     |      | 15,366 |
| 4.      | Danell Leyva              | Stany Zjednoczone | 7,300    | 8,033     |      | 15,333 |
| 5.      | Francisco Barretto Júnior | Brazylia          | 6,800    | 8,466     |      | 15,266 |
| 6.      | Samuel Mikulak            | Stany Zjednoczone | 6,400    | 8,733     |      | 15,133 |
| 7.      | Ołeh Werniajew            | Ukraina           | 6,500    | 8,633     |      | 15,133 |
| 8.      | Manrique Larduet          | Kuba              | 7,000    | 8,116     |      | 15,116 |
| 9.      | Pablo Braegger            | Szwajcaria        | 7,000    | 8,100     |      | 15,100 |
| 10.     | Bart Deurloo              | Holandia          | 7,200    | 7,900     |      | 15,100 |
| 11.     | Ryōhei Katō               | Japonia           | 6,900    | 8,100     |      | 15,000 |

### Finał
| Pozycja | Zawodnik                  | Państwo           | Trudność | Wykonanie | Kary | Razem  |
| ------- | ------------------------- | ----------------- | -------- | --------- | ---- | ------ |
| złoto   | Fabian Hambüchen          | Niemcy            | 7,300    | 8,466     |      | 15,766 |
| srebro  | Danell Leyva              | Stany Zjednoczone | 7,300    | 8,200     |      | 15,500 |
| brąz    | Nile Wilson               | Wielka Brytania   | 6,800    | 8,666     |      | 15,466 |
| 4.      | Samuel Mikulak            | Stany Zjednoczone | 6,800    | 8,600     |      | 15,400 |
| 5.      | Francisco Barretto Júnior | Brazylia          | 6,900    | 8,308     |      | 15,208 |
| 6.      | Manrique Larduet          | Kuba              | 7,000    | 8,033     |      | 15,033 |
| 7.      | Epke Zonderland           | Holandia          | 6,900    | 7,133     |      | 14,033 |
| 8.      | Ołeh Werniajew            | Ukraina           | 6,300    | 7,066     |      | 13,366 |